# Jaz, Tintin
Jaz, Tintin (francosko Moi, Tintin) je francosko-belgijski film, ki je bil prvič prikazan leta 1976 s premiero v Parizu. Film je bil narejen v delno dokumentarnem slogu, v katerem so bili prisotni intervjuji z ustvarjalcem Tintina in njegovih pustolovščin Hergéjem z resničnimi zgodovinskimi dogodki in novicami, ki so bili urejeni skupaj z animiranimi posnetki Tintinovih pustolovščin, katere je pripovedoval belgijski dopisnik Gérard Valet. Film je bil produciran s strani Belvision Studios in Pierre Films v sodelovanju s francosko-belgijskim ministrstvom za kulturo (Ministère de la Culture Française de Belgique).

## VHS in DVD izdaja
VHS je izšel v francoščini, na DVD-ju pa je film izšel leta 2007 v dvojnem paketu s Tintin et Moi, ki ga je izdal Madman Entertainment. Vključeval je intervju z Michaelom Serresom, kratek film z naslovom "Skrivnost jasne črte" in biografijo Hergeja.